# Richibucto River
Richibucto River är ett vattendrag i Kanada.   Det ligger i provinsen New Brunswick, i den östra delen av landet, 800 km öster om huvudstaden Ottawa. Richibucto River ligger vid sjön Jardine Lake.
I omgivningarna runt Richibucto River växer i huvudsak blandskog. Runt Richibucto River är det mycket glesbefolkat, med 7 invånare per kvadratkilometer.